# Денисов, Геннадий Николаевич
Геннадий Николаевич Денисов — советский хозяйственный и государственный деятель, лауреат Государственной премии СССР за выдающиеся достижения в труде.

## Биография
Родился в 1935 году. Член КПСС.
Окончил Брянское профессионально-техническое училище.
В 1953—1991 годах — помощник машиниста паровоза, военнослужащий Советской армии, машинист паровоза, машинист тепловоза, машинист электровоза депо Брянск-II Московской железной дороги.
В десятой пятилетке Денисов перевез сверх задания около 200 тысяч тонн грузов, сэкономил 110 тысяч киловатт-часов электроэнергии.
За высокую эффективность и качество работы на транспорте был в составе коллектива удостоен Государственной премии СССР за выдающиеся достижения в труде 1980 года.
Делегат XXVI съезда КПСС.
Жил в Брянске.

## Награды
- Орден Трудового Красного Знамени
- Орден Знак Почёта
- Орден Трудовой Славы III степени